# Megingjord

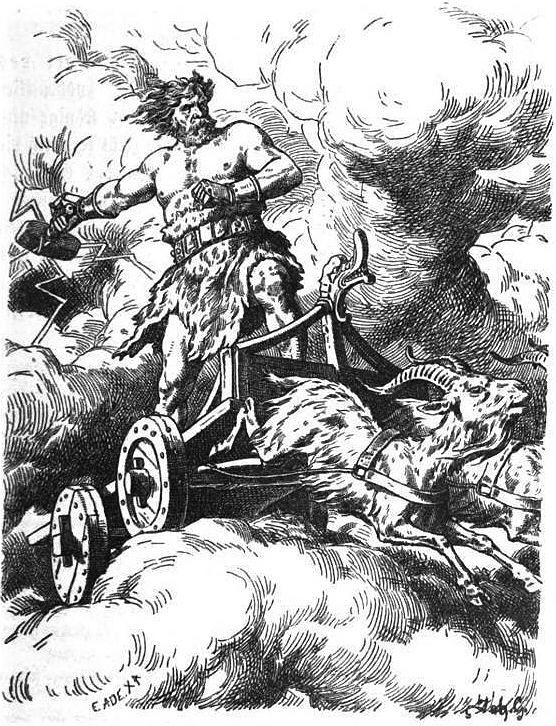
Tor" (1901) av Johannes Gehrts.

Megingjord (fornnordiska: megingjǫrð, ”kraftbälte”) är i fornnordisk mytologi asen Tors magiska styrkebälte. I den moderna svenskan har det även kallats gudabälte, starkhetsbälte och mandomsbälte.
Begreppet megingjǫrð omnämns första gången i Snorres Edda varför österrikiske religionsvetaren Rudolf Simek (född 1954) ansåg att Tors styrkebälte kan vara en folklig myt från 1200-talet. Slutsatsen försvagas dock av att synonymen njarðgjǫrð (”styrkebälte”) förknippas med Tor redan i Eilif Gudrunssons 200 år äldre Þórsdrápa.

## Etymologi
Ordet megingjǫrð betyder rakt av ”styrkebälte”, en sammansättning av ”mägen” (fornnordiska: megin), som betyder ”styrka, kraft”, och ”gjord” (fornnordiska: gjǫrð), som betyder ”bälte, gördel, rem”.
I det isländska 1700-talsmanuskriptet SÁM 66(en) är bältet återgivet med sin benämning inlagd i isländska nymoderna runor: ᛘᛅᛁᚵᛁᚵᛁᚱᛑ (mäigingiárd).
I vissa nutida beskrivningar av Tor uppfattas Megingjord som namnet på hans styrkebälte.

## Gylfaginning
I Gylfaginning 21 sägs Tor ha tre dyrgripar:
"En av dem är hammaren Mjölner (Mjǫllnir). När den kommer i luften känner rimtursar och bergresar igen den, och det är inte underligt, den har krossat skallen på många av deras fäder och släktingar. Hans andra klenod är ett styrkebälte (megingjǫrð). När han spänner det om sig växer hans asakraft (ásmegin) till det dubbla. Hans tredje ägodel är mycket värdefull. Det är hans järnhandskar (járnglófar), dem kan han inte vara utan när han griper om hammarskaftet."

## Skáldskaparmál
I Skáldskaparmál 18 berättas hur Loke lurade Tor att färdas till Geirröds gård utan vare sig hammare, styrkebälte eller handskar. Men på vägen gästade Tor en jättinna vid namn Grid (Gríðr):
"Hon berättade sanningen om Geirröd för Tor, att han var en illslug jätte och svår att ha att göra med. Hon lånade honom ett styrkebälte och järnhandskar som hon ägde, och sin stav som heter Gridsstav (Gríðarvǫlr)."
De lånade vantarna kallas här járngreipr (järngripare); för styrkebältet används åter ordet megingjǫrð och "namnet" Gridsstav betyder ju bara att det var jättinnan Grids stav. Bortsett från staven fick alltså Tor låna vad han redan ägde, men inte hade tagit med sig. Staven visade sig dock vara en god ersättning för hammaren. Den räddade livet på Tor i floden Vimurs forsar och med dess hjälp knäckte han ryggen på jätten Geirröds hemska döttrar Gjalp och Greip.

## Þórsdrápa
Eftersom megingjǫrð varken omtalas i Den poetiska Eddan eller i någon annan skrift som är äldre än Snorres Edda, har det antagits att det skulle kunna röra sig om ett folksagomotiv som på 1200-talet har blivit förknippat med Tor. Mot detta talar dock det faktum att ett liknande bälte förekommer i en kenning för Tor i Eilif Gudrunssons Þórsdrápa:
| Harðvaxnar sér herðir halllands of sik falla (gatat maðr) njótr (hin neytri) njarð- (ráð fyrir sér) gjarðar. Þverrir lætr nema þyrri Þorns barna sér Mǫrnar snerriblóð til svíra salþaks megin vaxa. | Maktgördelns ägare, stenlandets [svärdets] härdare [Tor], lät de starkvuxna vattnen falla över sig. Man kunde inte ha fattat ett bättre beslut för sig själv. Mörns barns [jättarnas] ödeläggare [Tor] sade att hans kraft skulle växa sig hög som världens tak om inte den vilde Torns [Ymers] nackblod [vattnet] minskade. |

Den vänstra spalten visar drapans sjunde strof med originalets drottkvätt. I högerspalten ses Karl G. Johanssons och Mats Malms översättning på prosa. Den i översättningen inledande Torskenningen ”maktgördelns ägare” framgår av njótr njarðgjarðar i raderna 3 och 4, av njótr (”nyttjare”, ”användare”, ”ägare”) och njarðgjarðar (genitiv av njarðgjǫrð, ”styrkebälte”), vars sammansättningsled är åtskiljda genom tmesis.
Þórsdrápa har visserligen endast bevarats i Snorres Edda, men diktades kort före Islands kristnande år 1000.